# No Prayer on the Road
Tournées par Iron Maiden
Seventh Tour of a Seventh Tour Fear of the Dark Tour
No Prayer on the Road est une tournée du groupe de heavy metal britannique Iron Maiden. Elle débute à Milton Keynes à Londres en Angleterre le 19 septembre 1990 et se conclut le 21 septembre 1991 à Toulon en France.
Cette tournée marque l'arrivée d'un nouveau guitariste, Janick Gers, qui remplace Adrian Smith.
À la suite de leurs scènes à grande échelle utilisées au cours des années 1980, le groupe a opté pour une production moins compliquée pour cette tournée, le bassiste Steve Harris commente: « Nous pensions que Seventh Son... le spectacle a juste un peu été difficile à contrôler. Je veux dire, le véritable Eddie et les toiles de fond que je trouvais incroyables, mais les icebergs géants et d'autres choses étaient un peu ringards, je pense, et nous avons juste voulu tenir tout cela à l'écart et tout transformer en concert comme une représentation massive dans un club de nouveau, que nous avons vraiment réussi à faire. Et ayant Janick dans le groupe a donné un coup de pied à tout le monde plus que nécessaire dans le cul, aussi, parce que, étant nouveau, il était si enthousiaste à propos de tout. Je pense qu'il nous a fait ouvrir les yeux un peu et voir les choses d'une manière nouvelle. »

## Programmes
- Intro: 633 Squadron
- Tailgunner
- Public Enema Number One
- Wrathchild
- Die With Your Boots On
- Hallowed Be Thy Name
- 22 Acacia Avenue
- Holy Smoke
- The Assassin
- No Prayer for the Dying
- Hooks in You
- The Clairvoyant
- 2 Minutes to Midnight
- The Trooper
- Heaven Can Wait
- Iron Maiden
- The Number of the Beast
- Bring Your Daughter... to the Slaughter
- Run to the Hills
- Sanctuary
- The Prisoner
- The Evil that Men Do

## Dates
| #                             | Détails                  | Détails                           | Détails                  | Détails                                        |
| #                             | Date                     | Ville                             | Pays                     | Salle                                          |
| The Holy Smokers UK Tour      | The Holy Smokers UK Tour | The Holy Smokers UK Tour          | The Holy Smokers UK Tour | The Holy Smokers UK Tour                       |
| ----------------------------- | ------------------------ | --------------------------------- | ------------------------ | ---------------------------------------------- |
| 1                             | 19 septembre 1990        | Milton Keynes                     | Angleterre               | Woughton Centre                                |
| Intercity Express Tour        |                          |                                   |                          |                                                |
| 2                             | 20 septembre 1990        | Southampton                       | Angleterre               | Mayflower Theatre                              |
| 3                             | 21 septembre 1990        | Oxford                            | Angleterre               | Apollo Theatre                                 |
| 4                             | 23 septembre 1990        | Dublin                            | Irlande                  | Point Theatre                                  |
| 5                             | 24 septembre 1990        | Belfast                           | Irlande du Nord          | King's Hall                                    |
| 6                             | 26 septembre 1990        | Newcastle upon Tyne               | Angleterre               | Newcastle City Hall                            |
| 7                             | 27 septembre 1990        | Édimbourg                         | Écosse                   | Edinburgh Playhouse                            |
| 8                             | 28 septembre 1990        | Aberdeen                          | Écosse                   | Capitol Theatre                                |
| 9                             | 30 septembre 1990        | Ayr                               | Écosse                   | Pavilion                                       |
| 10                            | 1er octobre 1990         | Preston                           | Angleterre               | Guildhall                                      |
| 11                            | 2 octobre 1990           | Leicester                         | Angleterre               | De Montfort Hall                               |
| 12                            | 4 octobre 1990           | Liverpool                         | Angleterre               | Royal Court Theatre                            |
| 13                            | 5 octobre 1990           | Kingston-upon-Hull                | Angleterre               | Hull City Hall                                 |
| 14                            | 7 octobre 1990           | Newport                           | Pays de Galles           | Newport Centre                                 |
| 15                            | 8 octobre 1990           | Cambridge                         | Angleterre               | Cambridge Corn Exchange                        |
| 16                            | 9 octobre 1990           | Sheffield                         | Angleterre               | Sheffield City Hall                            |
| 17                            | 11 octobre 1990          | Derby                             | Angleterre               | Assembly Rooms                                 |
| 18                            | 12 octobre 1990          | Manchester                        | Angleterre               | Manchester Apollo                              |
| 19                            | 14 octobre 1990          | Torbay                            | Angleterre               | Leisure Centre                                 |
| 20                            | 15 octobre 1990          | Poole                             | Angleterre               | The Lighthouse                                 |
| 21                            | 16 octobre 1990          | Hanley                            | Angleterre               | Victoria Hall                                  |
| 22                            | 18 octobre 1990          | Londres                           | Angleterre               | HMV Hammersmith Apollo                         |
| 1990. No Prayer on the Road   |                          |                                   |                          |                                                |
| 23                            | 21 octobre 1990          | Barcelone                         | Espagne                  | Palau dels Esports de Barcelona                |
| 24                            | 23 octobre 1990          | Cascais                           | Portugal                 | Pavilhão de Cascais                            |
| 25                            | 25 octobre 1990          | Madrid                            | Espagne                  | Palais des sports                              |
| 26                            | 27 octobre 1990          | Saint-Sébastien                   | Espagne                  | Vélodrome                                      |
| 27                            | 29 octobre 1990          | Paris                             | France                   | Le Zénith                                      |
| 28                            | 30 octobre 1990          | Paris                             | France                   | Le Zénith                                      |
| 29                            | 1er novembre 1990        | Bruxelles                         | Belgique                 | Forest National                                |
| 30                            | 2 novembre 1990          | Leyde                             | Pays-Bas                 | Groenoordhal                                   |
| 31                            | 3 novembre 1990          | Leyde                             | Pays-Bas                 | Groenoordhal                                   |
| 32                            | 5 novembre 1990          | Copenhague                        | Danemark                 | K.B. Hallen                                    |
| 33                            | 8 novembre 1990          | Drammen                           | Norvège                  | Drammenshallen                                 |
| 34                            | 9 novembre 1990          | Göteborg                          | Suède                    | Scandinavium                                   |
| 35                            | 10 novembre 1990         | Stockholm                         | Suède                    | Hovet                                          |
| 36                            | 12 novembre 1990         | Helsinki                          | Finlande                 | Helsingin Jäähalli                             |
| 37                            | 15 novembre 1990         | Berlin                            | Allemagne                | Deutschlandhalle                               |
| 38                            | 18 novembre 1990         | Milan                             | Italie                   | PalaSharp                                      |
| 39                            | 19 novembre 1990         | Florence                          | Italie                   | Nelson Mandela Forum                           |
| 40                            | 20 novembre 1990         | Rome                              | Italie                   | PalaLottomatica                                |
| 41                            | 21 novembre 1990         | Trévise                           | Italie                   | Palasport                                      |
| 42                            | 23 novembre 1990         | Sarrebruck                        | Allemagne                | Saarlandhalle                                  |
| 43                            | 3 décembre 1990          | Munich                            | Allemagne                | Rudi-Sedlmayer-Halle                           |
| 44                            | 4 décembre 1990          | Stuttgart                         | Allemagne                | Hanns-Martin-Schleyer-Halle                    |
| 45                            | 5 décembre 1990          | Wurtzbourg                        | Allemagne                | Carl-Diem-Halle                                |
| 46                            | 7 décembre 1990          | Brême                             | Allemagne                | Bremen-Arena                                   |
| 47                            | 8 décembre 1990          | Hanovre                           | Allemagne                | Eilenriedehalle                                |
| 48                            | 11 décembre 1990         | Édimbourg                         | Écosse                   | Ingliston Exhibition & Trade Centre            |
| 49                            | 13 décembre 1990         | Whitley Bay                       | Angleterre               | Ice rink                                       |
| 50                            | 14 décembre 1990         | Birmingham                        | Angleterre               | National Exhibition Centre                     |
| 51                            | 15 décembre 1990         | Birmingham                        | Angleterre               | National Exhibition Centre                     |
| 52                            | 17 décembre 1990         | Londres                           | Angleterre               | Wembley Arena                                  |
| 53                            | 18 décembre 1990         | Londres                           | Angleterre               | Wembley Arena                                  |
| 54                            | 20 décembre 1990         | Genk                              | Belgique                 | Limburghal                                     |
| 55                            | 21 décembre 1990         | Dortmund                          | Allemagne                | Westfalenhallen                                |
| 56                            | 22 décembre 1990         | Francfort-sur-le-Main             | Allemagne                | Festhalle                                      |
| 1991. No Prayer on the Road   |                          |                                   |                          |                                                |
| 57                            | 13 janvier 1991          | Halifax                           | Canada                   | Halifax Metro Centre                           |
| 58                            | 15 janvier 1991          | Montréal                          | Canada                   | Forum de Montréal                              |
| 59                            | 16 janvier 1991          | Québec                            | Canada                   | Colisée Pepsi                                  |
| 60                            | 18 janvier 1991          | Toronto                           | Canada                   | Maple Leaf Gardens                             |
| 61                            | 19 janvier 1991          | Rochester (New York)              | États-Unis               | Blue Cross Arena                               |
| 62                            | 21 janvier 1991          | East Rutherford                   | États-Unis               | Izod Center                                    |
| 63                            | 22 janvier 1991          | Albany (New York)                 | États-Unis               | Times Union Center                             |
| 64                            | 23 janvier 1991          | Worcester (Massachusetts)         | États-Unis               | DCU Center                                     |
| 65                            | 25 janvier 1991          | Providence (Rhode Island)         | États-Unis               | Dunkin' Donuts Center                          |
| 66                            | 26 janvier 1991          | New Haven                         | États-Unis               | New Haven Coliseum                             |
| 67                            | 29 janvier 1991          | Philadelphie                      | États-Unis               | Spectrum (arena)                               |
| 68                            | 31 janvier 1991          | Pittsburgh                        | États-Unis               | Palumbo Center                                 |
| 69                            | 1er février 1991         | Fairfax (Virginie)                | États-Unis               | Patriot Center                                 |
| 70                            | 2 février 1991           | Charleston (Virginie-Occidentale) | États-Unis               | Charleston Civic Center                        |
| 71                            | 4 février 1991           | Auburn Hills                      | États-Unis               | The Palace of Auburn Hills                     |
| 72                            | 5 février 1991           | Cleveland                         | États-Unis               | Coliseum at Richfield                          |
| 73                            | 6 février 1991           | Cincinnati                        | États-Unis               | Cincinnati Gardens                             |
| 74                            | 15 février 1991          | Houston                           | États-Unis               | Lakewood Church Central Campus                 |
| 75                            | 16 février 1991          | Dallas                            | États-Unis               | Fair Park                                      |
| 76                            | 17 février 1991          | San Antonio                       | États-Unis               | HemisFair Arena                                |
| 77                            | 19 février 1991          | San Diego                         | États-Unis               | Valley View Casino Center                      |
| 78                            | 20 février 1991          | Los Angeles                       | États-Unis               | Long Beach Convention and Entertainment Center |
| 79                            | 22 février 1991          | Los Angeles                       | États-Unis               | Long Beach Convention and Entertainment Center |
| 80                            | 23 février 1991          | Phoenix (Arizona)                 | États-Unis               | Compton Terrace                                |
| 81                            | 24 février 1991          | Albuquerque                       | États-Unis               | Tingley Coliseum                               |
| 82                            | 25 février 1991          | Denver                            | États-Unis               | McNichols Sports Arena                         |
| 83                            | 27 février 1991          | Kansas City (Missouri)            | États-Unis               | Kemper Arena                                   |
| 84                            | 1er mars 1991            | Minneapolis                       | États-Unis               | Target Center                                  |
| 85                            | 3 mars 1991              | Saint-Louis (Missouri)            | États-Unis               | Fox Theatre                                    |
| 86                            | 4 mars 1991              | Chicago                           | États-Unis               | Allstate Arena                                 |
| 87                            | 6 mars 1991              | Winnipeg                          | Canada                   | Winnipeg Arena                                 |
| 88                            | 7 mars 1991              | Saskatoon                         | Canada                   | Credit Union Centre                            |
| 89                            | 8 mars 1991              | Edmonton                          | Canada                   | Brandt Centre                                  |
| 90                            | 10 mars 1991             | Salem (Oregon)                    | États-Unis               | Armory Auditorium                              |
| 91                            | 11 mars 1991             | Seattle                           | États-Unis               | KeyArena at Seattle Center                     |
| 92                            | 13 mars 1991             | Sacramento                        | États-Unis               | Sleep Train Arena                              |
| 93                            | 14 mars 1991             | Daly City                         | États-Unis               | Cow Palace                                     |
| 94                            | 15 mars 1991             | Bakersfield (Californie)          | États-Unis               | Bakersfield Civic Auditorium                   |
| 95                            | 17 mars 1991             | Laguna Hills                      | États-Unis               | Verizon Wireless Amphitheatre                  |
| 96                            | 19 mars 1991             | Salt Lake City                    | États-Unis               | Salt Palace                                    |
| No Prayer on the Road - Japon |                          |                                   |                          |                                                |
| 97                            | 28 mars 1991             | Tokyo                             | Japon                    | NHK Hall (Tokyo)                               |
| 98                            | 29 mars 1991             | Tokyo                             | Japon                    | NHK Hall (Tokyo)                               |
| 99                            | 1er avril 1991           | Saitama                           | Japon                    | Sonic City Hall                                |
| 101                           | 2 avril 1991             | Osaka                             | Japon                    | Kosei Nenkin Hall                              |
| 102                           | 3 avril 1991             | Yokohama                          | Japon                    | Yokohama Cultural Gymnasium                    |
| 103                           | 5 avril 1991             | Tokyo                             | Japon                    | NHK Hall (Tokyo)                               |
| No Prayer for the Summer      |                          |                                   |                          |                                                |
| 104                           | 29 juin 1991             | Roskilde                          | Danemark                 | Festival de Roskilde                           |
| 105                           | 5 septembre 1991         | Berne                             | Suisse                   | Festhalle                                      |
| 106                           | 6 septembre 1991         | Winterthour                       | Suisse                   | Alt Stadt                                      |
| 107                           | 21 septembre 1991        | Toulon                            | France                   | Circuit Paul-Ricard                            |

## Bootlegs
| Titre                                      | Ville           | Date              | Salle, festival ou stade            | Source          |
| Angleterre                                 |                 |                   |                                     |                 |
| Enter "Janick"                             | Milton Keynes   | 19 septembre 1990 | Woughton Centre                     | public          |
| Milton Keynes 1990                         | Milton Keynes   | 19 septembre 1990 | Woughton Centre                     | public          |
| Irlande                                    |                 |                   |                                     |                 |
| Dublin 1990                                | Dublin          | 23 septembre 1990 | The Point                           | public          |
| Dublin 1990                                | Dublin          | 23 septembre 1990 | The Point                           | public          |
| Angleterre                                 |                 |                   |                                     |                 |
| Hooks in the Ceiling                       | Newcastle       | 26 septembre 1990 | City Hall                           | public          |
| Écosse                                     |                 |                   |                                     |                 |
| Union Jacks                                | Édimbourg       | 27 septembre 1990 | Playhouse Theatre                   | public          |
| Edinburgh 1990                             | Édimbourg       | 27 septembre 1990 | Playhouse Theatre                   | public          |
| AYR 1990                                   | Ayr             | 30 septembre 1990 | Pavilion                            | public          |
| AYR 1990                                   | Ayr             | 30 septembre 1990 | Pavilion                            | public          |
| AYR RAID                                   | Ayr             | 30 septembre 1990 | Pavilion                            | public          |
| Angleterre                                 |                 |                   |                                     |                 |
| This is Thirsty Work                       | Leicester       | 2 octobre 1990    | De Montfort Hall                    | public          |
| Leicester 1990                             | Leicester       | 2 octobre 1990    | De Montfort Hall                    | public          |
| Hull City Hall 1990                        | Hull            | 5 octobre 1990    | City Hall                           | public          |
| HULL 05.10.1990                            | Hull            | 5 octobre 1990    | City Hall                           | public          |
| Pays de Galles                             |                 |                   |                                     |                 |
| Newport 1990                               | Newport         | 7 octobre 1990    | Newport Centre                      | public          |
| Newport 1990                               | Newport         | 7 octobre 1990    | Newport Centre                      | public          |
| Angleterre                                 |                 |                   |                                     |                 |
| The Books of the Dead                      | Sheffield       | 9 octobre 1990    | City Hall                           | public          |
| Intercity Express Tour                     | Derby           | 11 octobre 1990   | Assembly Rooms                      | public          |
| Blazing United                             | Manchester      | 12 octobre 1990   | Apollo Theatre                      | public          |
| Last Gig at Hammersmith                    | Londres         | 18 octobre 1990   | Odeon, Hammersmith                  | public          |
| HAMMERS 1990                               | Londres         | 18 octobre 1990   | Odeon, Hammersmith                  | public          |
| HAMMERSMITH ODEON 1990                     | Londres         | 18 octobre 1990   | Odeon, Hammersmith                  | public          |
| NO PRAYER FOR HAMMERSMITH                  | Londres         | 18 octobre 1990   | Odeon, Hammersmith                  | public          |
| Espagne                                    |                 |                   |                                     |                 |
| BARCELONA 90                               | Barcelone       | 21 octobre 1990   | Sports Palace                       | public          |
| MADRID 1990                                | Madrid          | 25 octobre 1990   | Sports Palace                       | public          |
| BOMBER BOYS                                | Saint-Sébastien | 27 octobre 1990   | Velodromo                           | public          |
| France                                     |                 |                   |                                     |                 |
| FIRST NIGHT IN PARIS                       | Paris           | 29 octobre 1990   | Le Zénith                           | public          |
| SHRAPNEL                                   | Paris           | 30 octobre 1990   | Le Zénith                           | public          |
| PARIS 1990                                 | Paris           | 30 octobre 1990   | Le Zénith                           | public          |
| Belgique                                   |                 |                   |                                     |                 |
| ROLLING THUNDER                            | Bruxelles       | 1er novembre 1990 | Forêt Nationale                     | public          |
| Pays-Bas                                   |                 |                   |                                     |                 |
| FIRST NIGHT IN LEIDEN                      | Leyde           | 2 novembre 1990   | Groenoordhal                        | public          |
| BRING YOUR DAUGHTER ... TO LEIDEN          | Leyde           | 3 novembre 1990   | Groenoordhal                        | public          |
| Danemark                                   |                 |                   |                                     |                 |
| COME ON COPENHAGEN!                        | Copenhague      | 5 novembre 1990   | KB Hallen                           | public          |
| COPENHAGEN 1990                            | Copenhague      | 5 novembre 1990   | KB Hallen                           | public          |
| Norvège                                    |                 |                   |                                     |                 |
| DRAMMEN 1990                               | Drammen         | 8 novembre 1990   | Drammenshallen                      | public          |
| NORWAY 08.11.1990                          | Drammen         | 8 novembre 1990   | Drammenshallen                      | public          |
| Suède                                      |                 |                   |                                     |                 |
| LIVE AT SWEDEN                             | Göteborg        | 9 novembre 1990   | Scandinavium                        | public          |
| TRAGEDY WITH A MIC STAND                   | Göteborg        | 9 novembre 1990   | Scandinavium                        | public          |
| GOTHENBURG 1990                            | Göteborg        | 9 novembre 1990   | Scandinavium                        | public          |
| GOTHENBURG 1990                            | Göteborg        | 9 novembre 1990   | Scandinavium                        | public          |
| NO PRAYER FOR STOCKHOLM                    | Stockholm       | 10 novembre 1990  | Isstadion                           | public          |
| STOCKHOLM 1990                             | Stockholm       | 10 novembre 1990  | Isstadion                           | public          |
| Finlande                                   |                 |                   |                                     |                 |
| HELSINKI 1990                              | Helsinki        | 12 novembre 1990  | Jäähalli                            | public          |
| HELSINKI 1990                              | Helsinki        | 12 novembre 1990  | Jäähalli                            | public          |
| Suisse                                     |                 |                   |                                     |                 |
| NO PRAYER FOR... BERN                      | Berne           | 17 novembre 1990  | Festhalle                           | public          |
| NO PRAYER FOR... BERN                      | Berne           | 17 novembre 1990  | Festhalle                           | public          |
| SWITZERLAND 1990                           | Berne           | 17 novembre 1990  | Festhalle                           | public          |
| Italie                                     |                 |                   |                                     |                 |
| MILAN 90                                   | Milan           | 18 novembre 1990  | Palatrussardi                       | public          |
| ERUPTION IN ITALY                          | Florence        | 19 novembre 1990  | Palasport                           | public          |
| LIVE...IN THE CENTRE OF THE EMPIRE         | Rome            | 20 novembre 1990  | Palaeur                             | public          |
| CROCODILE SMILE$                           | Trévise         | 21 novembre 1990  | Palasport                           | public          |
| Allemagne                                  |                 |                   |                                     |                 |
| SAARBRÜCKEN 1990                           | Sarrebruck      | 23 novembre 1990  | Saarlandhalle                       | public          |
| DOWN, DEPRESSED & LONELY                   | Sarrebruck      | 23 novembre 1990  | Saarlandhalle                       | public          |
| MUNICH '90                                 | Munich          | 23 novembre 1990  | Sedlmayerhalle                      | public          |
| ASSASSINATION IN STUTTGART                 | Stuttgart       | 24 novembre 1990  | Martin-Schleyer-Halle               | public          |
| STUTTGART 1990                             | Stuttgart       | 24 novembre 1990  | Martin-Schleyer-Halle               | public          |
| HOLY SOLDIERS                              | Wurtzbourg      | 5 décembre 1990   | Carl-Diem-Halle                     | public          |
| REFUGEES FROM THE HEARTBREAK               | Brême           | 7 décembre 1990   | Stadthalle                          | public          |
| WALKING A LONG ROAD                        | Hanovre         | 8 décembre 1990   | Eilenriedhalle                      | public          |
| Écosse                                     |                 |                   |                                     |                 |
| NO PRAYER FOR INGLISTON                    | Édimbourg       | 11 décembre 1990  | Ingliston Exhibition & Trade Centre | public          |
| Angleterre                                 |                 |                   |                                     |                 |
| WHITLEY BAY 1990                           | Whitley Bay     | 13 décembre 1990  | Ice Rink                            | public          |
| POETRY MAJESTIC                            | Whitley Bay     | 13 décembre 1990  | Ice Rink                            | public          |
| THE THRILL OF THE CHASE                    | Birmingham      | 14 décembre 1990  | NEC Arena                           | public          |
| WEMBLEY 1990 – FIRST NIGHT                 | Londres         | 17 décembre 1990  | Wembley Arena                       | public          |
| WAR MACHINE                                | Londres         | 18 décembre 1990  | Wembley Arena                       | table de mixage |
| Belgique                                   |                 |                   |                                     |                 |
| SOME STRANGE ILLUSIONS                     | Genk            | 20 décembre 1990  | Limburghalle                        | public          |
| Allemagne                                  |                 |                   |                                     |                 |
| Dortmund 1990                              | Dortmund        | 21 décembre 1990  | Westfalenhalle                      | public          |
| Dortmund 1990                              | Dortmund        | 21 décembre 1990  | Westfalenhalle                      | public          |
| Tales of Steel… and Other Beautiful Things | Francfort       | 22 décembre 1990  | Festhalle                           | public          |
| Frankfurt 1990                             | Francfort       | 22 décembre 1990  | Festhalle                           | public          |
| Canada                                     |                 |                   |                                     |                 |
| Lived in Sin                               | Montréal        | 15 janvier 1991   | Forum                               | public          |
| A Merchan't Men Nightmare                  | Québec          | 16 janvier 1991   | Colisée de Québec                   | public          |
| États-Unis                                 |                 |                   |                                     |                 |
| New Jersey '91                             | East Rutherford | 21 janvier 1991   | Brendan Byrne Arena                 | public          |
| East Rutherford 1991                       | East Rutherford | 21 janvier 1991   | Brendan Byrne Arena                 | public          |
| Guns and Riots                             | Albany          | 22 janvier 1991   | Kickerbocker Arena                  | public          |
| Worcester 91 – Full Show                   | Worcester       | 23 janvier 1991   | Centrum                             | public          |
| Prayers in Providence                      | Providence      | 25 janvier 1991   | Civic Center                        | public          |
| Providence 1991                            | Providence      | 25 janvier 1991   | Civic Center                        | public          |
| New Haven 1991                             | Providence      | 25 janvier 1991   | Civic Center                        | public          |
| New Haven 1991                             | New Haven       | 26 janvier 1991   | Coliseum                            | public          |
| Connecticut 1991                           | New Haven       | 26 janvier 1991   | Coliseum                            | public          |
| Forgotten Songs                            | New Haven       | 26 janvier 1991   | Coliseum                            | public          |
| PHILADELPHIA '91                           | Philadelphie    | 29 janvier 1991   | Spectrum                            | public          |
| PHILADELPHIA 1991                          | Philadelphie    | 29 janvier 1991   | Spectrum                            | public          |
| No Radar Lock On                           | Pittsburgh      | 31 janvier 1991   | Palumbo Center                      | public          |
| Voice of the Dead                          | Cleveland       | 5 février 1991    | Richfield Coliseum                  | public          |
| No Prayers in Texas                        | Dallas          | 16 février 1991   | Fairgrounds                         | public          |
| Fileds of Death                            | Los Angeles     | 20 février 1991   | Long Beach Arena                    | public          |
| No Prayer for the Simpsons                 | Los Angeles     | 22 février 1991   | Long Beach Arena                    | public          |
| Trace Your Way Back to Kansas City         | Kansas City     | 27 février 1991   | Municipal Auditorium                | public          |
| Alive in Missouri                          | Saint Louis     | 3 mars 1991       | Fox Theater                         | public          |
| No Prayers for Capone                      | Chicago         | 4 mars 1991       | Rosemont Horizon                    | public          |
| Canada                                     |                 |                   |                                     |                 |
| Visions from a Dying Brain                 | Winnipeg        | 6 mars 1991       | Arena                               | public          |
| États-Unis                                 |                 |                   |                                     |                 |
| Jet City Madness                           | Seattle         | 6 mars 1991       | Arena                               | public          |
| Sacramento 13.03.1991                      | Sacramento      | 13 mars 1991      | Arco Arena                          | public          |
| Dancing Shadows on the Walls               | San Francisco   | 14 mars 1991      | Cow Palace                          | public          |
| Laguna Hills 1991                          | Laguna Hills    | 17 mars 1991      | Irvine Meadows Amphitheater         | public          |
| Japon                                      |                 |                   |                                     |                 |
| Memory of a Maiden - Part 1                | Tokyo           | 28 mars 1991      | NHK Hall (Tokyo)                    | public          |
| Memory of a Maiden - Part 2                | Tokyo           | 29 mars 1991      | NHK Hall (Tokyo)                    | public          |
| Scream for me Japan                        | Omiya           | 1er avril 1991    | Sonic City Hall                     | public          |
| Osaka 1991                                 | Osaka           | 2 avril 1991      | Kosei Nenkin Hall                   | public          |
| Tokyo 5/4/91                               | Tokyo           | 5 avril 1991      | NHK Hall (Tokyo)                    | public          |
| Danemark                                   |                 |                   |                                     |                 |
| Public Festival Number One                 | Roskilde        | 29 juin 1991      | Roskilde Festival, Orange Stage     | public          |
| Suisse                                     |                 |                   |                                     |                 |
| No Prayer for Bern                         | Berne           | 5 septembre 1991  | Festhalle                           | public          |
| No Prayer for Bern                         | Berne           | 5 septembre 1991  | Festhalle                           | public          |
| No Prayer for Winterthur                   | Winterthour     | 6 septembre 1991  | Alt Stadt                           | public          |
| France                                     |                 |                   |                                     |                 |
| Live At Paul Ricard                        | Le Castellet    | 21 septembre 1991 | Circuit Paul-Ricard                 | public          |
| No Prayer At Paul Ricard                   | Le Castellet    | 21 septembre 1991 | Circuit Paul-Ricard                 | public          |